# Norman Margolus
Norman H. Margolus (n. 1955) é um físico e teórico da computação canadiano-estadounidense, reconhecido por seu trabalho em autómatos celulares e a computação reversível. É um investigador sócio ao Laboratório de Ciências da Computação e Inteligência Artificial do Instituto de Tecnologia de Massachusetts.
Margolus foi um dos organizadores de uma reunião de investigação a respeito das conexões entre a física e a teoria computacional, celebrada na Ilha Mosquito em 1982. É conhecido por inventar o autómata celular de bloco e a "comunidade de Margolus", uma partição para dito tipo de autómatas, usado para desenvolver simulações de computadores de bolas de billar em autómatas celulares. Na mesma obra, Margolus também mostrou que o modelo de bola de billar poderia ser simulado por um autómato celular de segunda ordem, um tipo de autómata celular inventado por seu assessor de tese, Edward Fredkin. Estas duas simulações foram dos primeiros autómatas celulares que eram reversíveis (isto é, se pode determinar para o "futuro" ou "passado" sem ambiguadade) e universal (capaz de simular o funcionamento de qualquer programa de computador); esta combinação de propriedades é importante na informática de baixa energia, já que demonstrou-se que a disipación de energia dos dispositivos de computação pode se fazer arbitrariamente pequena, se e só se são reversíveis. Em relação com este tema, Margolus e seu co-autor Lev B. Levitin provaram o teorema de Margolus–Levitin demonstrando que a velocidade de qualquer computador está limitado pelas leis fundamentais da física ao ser em maior medida proporcional a seu uso da energia; isto implica que os computadores de energia ultra-baixa devem se executar mais lentamente que os computadores convencionais.
Com Tommaso Toffoli, Margolus desenvolveu o hardware simulador de autómatas celulares CAM-6, amplamente descrito em seu livro, em coautoria com Toffoli, Cellular Automata Machines (MIT Press, 1987), e com Tom Knight desenvolveu a implementação em circuito integrado da computação de bola de billar "Flattop". Também tem realizado investigações pioneiras sobre a portas lógicas quânticas reversíveis necessárias para apoiar computação quântica.
Margolus recebeu seu Ph D. em física, em 1987 do MIT, baixo a supervisão de Edward Fredkin.